# 一桿稱仔
一桿「稱仔」是台灣日本統治時期的一篇台語入文底，短篇官話白話文小說作品，為台灣現代文學之父賴和的代表作品之一。
「稱仔」有執法公正的意義，故特別加上引號。本篇小說於1925年12月4日完成，並於隔年2月14日及2月21《台灣民報》第92、93號中刊登問世。

## 故事
《一桿「稱仔」》的故事背景時代發生於19世紀末、20世紀初的台灣。此時正逢五十年的日本統治時期，台灣也開始從過去的佃租農業開始轉型成資本主義社會。在這個大時代下，身為佃農後代的秦得參，在無地可租的情形下，轉而從事菜農。後來由於巡警索賄不成，平時賴以為生的「稱仔」也遭折斷毀損，並以違反度量衡制度而被定罪。秦得參遭逢種種羞辱，悲哀情緒由衷而生，最終選擇以必死覺悟與巡警同歸於盡。